# Dinastía de Mehmet Alí
La dinastía de Mehmet Alí o Casa Real de Mehmet Alí fue la última casa reinante en Egipto, ocupando el trono desde principios del siglo XIX hasta mediados del siglo XX.
Su fundador fue Mehmet Alí Pacha Originario de Albania (entonces territorio otomano), era uno de los oficiales del ejército otomano enviado a Egipto para luchar contra la expedición napoleónica. Una vez allí, aprovechó la anarquía que reinaba en el bajalato para acceder al poder y finalmente ser reconocido como valí (gobernador) de Egipto en 1805.
Durante muchos años Egipto fue un protectorado británico. En 1922 el Reino Unido tuvo que reconocer la independencia de Egipto y el sultán Fu'ad I, cambió su título por el de rey, y su hijo, que fue el último gobernante de la dinastía, destronado en 1952, fue conocido con el trato de Su Majestad Faruq, por gracia de Dios del Reino de Egipto y Sudán.
El gobierno de Faruq hizo muy poco para calmar los ánimos de cambios y libertades que pedía el pueblo. La familia real cometía derroches de dinero increíbles, mientras el pueblo se sumergía en la pobreza. En 1952, triunfó la revolución y Faruq y su familia fueron forzados a abandonar Egipto.

## Nombre
La dinastía Mehmet Alí fue la última dinastía gobernante de Egipto y Sudán, entre la segunda mitad del siglo XIX y la primera mitad del XX. Lleva el nombre de su progenitor,  Mehmet Alí Pasha, considerado como el fundador del Egipto moderno. También fue conocida más formalmente como la Dinastía Alawiyya o, como la mayoría de los gobernantes de esta dinastía llevaba el título de Jedive (Khedive), también era referida a menudo por los contemporáneos como la "Dinastía Khedival".

## Fundación
Mehmet Alí era comandante albanés del ejército otomano que fue enviado para conducir a las fuerzas de Napoléon fuera de Egipto, tras la retirada francesa, tomó el poder para sí mismo y obligó al sultán otomano Mahmud II a reconocerlo como Wāli, o gobernador de Egipto en 1805. Demostrando sus ambiciones grandiosas, tomó el título de Jedive; sin embargo, esto no fue sancionado por la Sublime Puerta.
Mehmet Alí transformó Egipto en una potencia regional, la que lo vio como el sucesor natural del decadente Imperio Otomano. Resumió su visión de Egipto de esta manera:

"Soy muy consciente de que el Imperio (otomano) se dirige cada día a la destrucción... Sobre sus ruinas construiré un vasto reino... hasta el Éufrates y el Tigris".

En el apogeo de su poder, Mehmet Alí y las fuerzas militares de su hijo Ibrahim Pasha efectivamente pusieron en peligro la existencia misma del Imperio Otomano cuando él trató de suplantar a la dinastía de Osman con los suyos. En última instancia, la intervención de las grandes potencias impidió que las fuerzas egipcias marcharan sobre Constantinopla y, en adelante, el gobierno de su dinastía se limitaría a África y el Sinaí. Mehmet Alí había conquistado Sudán en la primera mitad de su reinado y el control de Egipto sería consolidado y expandido bajo sus sucesores, sobre todo el hijo de Ibrahim Pasha, Ismai'l I.

## Jedivato y ocupación británica
A pesar de que Mehmet Alí y sus descendientes usaron el título de Jedive con preferencia al menor Wāli, esto no fue reconocido por la Sublime Puerta hasta 1867, cuando el Sultán Abdul-Aziz oficialmente aprobó su uso por Isma’il Pasha y sus sucesores.
En contraste con la política de su abuelo de guerra contra la Puerta, Ismai'l trató de fortalecer la posición de Egipto y Sudán y su dinastía usando medios menos agresivos y, a través de una mezcla de adulación y soborno, Ismai'l garantizó el reconocimiento oficial otomano de la virtual independencia de Egipto y Sudán. Esta libertad se vio gravemente minada en 1879 cuando el sultán se alió con las grandes potencias para deponer a Ismai'l en favor de su hijo Tewfik. Tres años más tarde, la libertad de Egipto y Sudán se convirtió en poco más que simbólica, cuando el Reino Unido invadió y ocupó el país, con el pretexto de apoyar al Jedive Tewfik contra sus adversarios en el gobierno nacionalista de Ahmed Orabi. Mientras que el Jedive continuaría gobernando sobre Egipto y Sudán en nombre, en los hechos el máximo poder residía en el Alto Comisionado británico; el cónsul general británico. El famoso, Evelyn Baring, 1.er conde de Cromer estuvo en el cargo desde 1883, poco después de la ocupación británica, hasta 1907. Egipto era considerado de importancia estratégica para proteger los intereses de Gran Bretaña en el Canal de Suez y la ruta a la joya de la corona colonial de Gran Bretaña, India.
A despecho de los egipcios, los británicos proclamaron Sudán como un condominio anglo-egipcio, un territorio bajo control conjunto británico y egipcio antes que parte integral de Egipto.  Esto fue rechazado continuamente por los egipcios, tanto en el gobierno como en el pueblo en general, que insistió en la "unidad del valle del Nilo", y esto seguiría siendo un tema de controversia y enemistad entre Egipto y Gran Bretaña hasta la independencia de Sudán en 1956.

## Sultanato y Reino
En 1914, el Jedive Abbas II se alió con el Imperio Otomano, que se había unido a las Potencias Centrales en la Primera Guerra Mundial y fue depuesto de inmediato por los británicos en favor de su tío Hussein Kamel. La ficción jurídica de la soberanía otomana sobre Egipto y Sudán, la cual para todos los efectos y propósitos finalizó en 1805, se dio por terminada oficialmente, Hussein Kamel fue declarado Sultán de Egipto y Sudán y el país se convirtió en un Protectorado británico. Con el sentimiento nacionalista en aumento, como lo demuestra la Revolución de 1919, Gran Bretaña reconoció formalmente la independencia de Egipto en 1922 y el sucesor de Hussein Kamel, Sultán Fouad I, sustituyó el título de Sultán por el de Rey. Sin embargo, la ocupación británica y la injerencia en los asuntos de Egipto y Sudán persistieron. De particular interés para Egipto fueron los continuos esfuerzos de Gran Bretaña para despojar a Egipto de todo el control en Sudán. Para el rey y el movimiento nacionalista, esto era intolerable, y el gobierno de Egipto insistió en que Fuad y su hijo Farouk I fueran "Rey de Egipto y Sudán".
Aunque el poder de la dinastía fue sólo nominal, a finales del siglo XIX con el poder otomano debilitado, el movimiento nacionalista y el panarabismo cobraron impulso, los miembros de la dinastía contemplaron la posibilidad de sustituir a los otomanos como califa;

Había rumores persistentes de que él [el Jedive] planeo tomar el lugar del sultán como señor temporal y espiritual -Sultán y Califa- de las provincias de habla árabe del imperio, dividiendo así el imperio en medio. Una variante fue el rumor de que planeaba anexionarse los lugares santos musulmanes en Arabia y establecer un califa allí bajo su protección.

Los británicos, que ya contemplaban la desaparición del Imperio Otomano, quedaron bastante contentos con estas posibilidades, comprendiendo "que el logro de tal plan traería considerablemente amplias autoridades para sí mismos". Según Fromkin, los británicos en este momento pensaron que podrían "capturar el Islam" mediante la organización, después de la Primera Guerra Mundial para "su propio candidato" que sería un árabe a quien podían "aislar... de la influencia de los rivales europeos de Gran Bretaña", ya que la Marina británica podría controlar fácilmente la "costa de la península de Arabia". Una vez que hubieran instalado su elección de califa, los británicos podrían "hacerse con el control del Islam". Aunque las ambiciones de los Jedives egipcios no tuvieron éxito, fue a partir de su base en Egipto que el británico alentó a la rebelión árabe durante la Primera Guerra Mundial y prometió al Sharif de La Meca un estado árabe.

## Modernización y ocupación británica
Bajo la dinastía Mehmet Alí, un proceso de modernización se llevó a cabo que levantó el estatus de Egipto a nivel internacional y en gran medida ha mejorado la infraestructura del país que incluye un servicio de correos, ferrocarriles, nuevas instalaciones portuarias, sistemas de riego, canales y escuelas. Las fábricas se construyeron para producir tanto material localmente como sea posible en lugar de depender de las importaciones, a partir de un proceso de industrialización, la primera en el mundo árabe. Sin embargo, el pago de estos, así como las guerras, dejaron en bancarrota al Estado, abriendo el camino para la intervención británica y francesa para supervisar las finanzas de Egipto cuando él dejó de pagar el pago del préstamo. Por un lado, los ingresos de Egipto se duplicaron bajo Ismail Pasha. Por el otro, él era imprudente en la obtención de préstamos de alto interés, corriendo por una deuda de noventa millones de libras esterlinas. Parte del acuerdo era que el Jedive, Ismail Pasha, delegara autoridad a un parlamento, en la que el ministro de Hacienda y el ministro de Obras eran europeos (Cromer fue Ministro de Hacienda). Conocido como Control Dual, este acuerdo se inició en 1878. Ismail Pasha, sin embargo, pronto fue sustituido por su hijo, Tewfik. Casi al mismo tiempo, las potencias europeas estaban interviniendo en la administración financiera del Imperio Otomano, también para proteger los intereses de los bonistas extranjeros. En mayo de 1892, una revuelta militar comenzó contra el dominio europeo. Francia decidió no ayudar a aplastar la rebelión, haciendo que los británicos enviaran una fuerza de ocupación. Esto marcó el comienzo de facto del dominio británico. Las tropas británicas permanecieron en Egipto desde 1882 hasta 1965.
El sistema jurídico y el sistema educativo bajo la dinastía Mehmet Alí estuvo muy influenciado por Francia. Aunque Napoleón no se quedó en Egipto mucho tiempo, dejó tras de sí a un grupo de científicos y académicos. El tráfico era de dos vías; ellos estudiaron el Antiguo Egipto y los egipcios los estudiaron a ellos, o más bien a su aprendizaje. La élite egipcia comenzó a estudiar en Francia, a veces enviados por el gobierno para adquirir habilidades específicas mientras que el francés se convirtió en la lengua de la sociedad educada.

## Islam Modernista
La interacción con los ideales franceses de libertad, igualdad y con los principios democráticos impactó la beca musulmana y el pensamiento en Egipto. Durante la dinastía Mehmet Alí, algunos de los más distinguidos pensadores musulmanes reformistas eran egipcios. La antigua Universidad de Al-Azhar, en El Cairo fue modernizado bajo Muhammad 'Abdu, mientras Qasim Amin y Bahithat al-Badiya (seudónimo de Malak Hifni Nasif) abogaron por la emancipación femenina.

## Gobernancia
Mehmet Alí había convocado un consejo asesor en 1824. Su hijo comenzó la elección de miembros del consejo en 1866. Aunque el consejo no debía legislar, podía hacer recomendaciones. Las elecciones se celebraron para esto en 1881, cuando el poder legislativo residía en la nueva Asamblea. Este también tenía un gabinete que era responsable ante el parlamento. Este fue suspendido después de la ocupación británica. Una nueva Asamblea General fue creada en 1883. En 1913, se convirtió en la Asamblea Legislativa, la cual fue suspendida durante la Primera Guerra Mundial. Después de la independencia, una nueva Constitución entró en vigor, con elección de cámaras superior e inferior. Técnicamente, los Reyes (el título cambió en 1922) eran monarcas constitucionales pero que hicieron todo lo posible para gobernar autocráticamente, constantemente despidiendo gobiernos y eligiendo sus propios candidatos en lugar de aquellos que podían mandar votos en la casa. Fue esta interferencia en el gobierno constitucional, en especial por Faruq, que llevó a la disolución de la monarquía. La monarquía pierde contacto con la gente, volviéndose cada vez más impopular. El período "1923-1952 fue testigo de la sucesión de 40 gabinetes y remodelaciones de gabinete", que hicieron poco para establecer la estabilidad política.

## Disolución
El reinado de Farouk se caracterizó por el creciente descontento de los nacionalistas sobre la ocupación británica, la corrupción y la incompetencia real y la desastrosa guerra de 1948 entre árabes e israelíes. Todos estos factores sirvieron para socavar la posición terminal Farouk y allanaron el camino para la Revolución de 1952. Farouk fue obligado a abdicar a favor de su hijo recién nacido, Ahmed Fuad, quien se convirtió en el Rey Fuad II, mientras que la administración del país pasó al Movimiento de Oficiales Libres bajo Muhammad Naguib y Gamal Abdel Nasser. El reinado del rey niño duró menos de un año y el 18 de junio de 1953, los revolucionarios abolieron la monarquía, declarando a Egipto una república y poniendo fin a un siglo y medio de gobierno de la dinastía de Mehmet Alí.

## Legado
Bajo la dinastía Mehmet Alí, Egipto se convirtió en una nación industrializada, comenzó a experimentar con la democracia y se ganó un lugar respetado en la comunidad mundial. Por desgracia, los reyes eran ambivalentes acerca de la democracia y no pudieron resistir interferir en la gestión pública, continuamente despedir gabinetes y nombrar a los gobiernos minoritarios que no gozan del apoyo del pueblo. Su estilo de vida extravagante insultó a los de sus súbditos que estaban luchando con la pobreza, alimentando el resentimiento y la revolución de 1952. De haber respetado los gobernantes la voluntad del pueblo expresada a través de los representantes elegidos y vivido más modestamente, la dinastía podría haber sobrevivido.

## Miembros reinantes de la dinastía (1805-1952)
Wālis, autodeclarados Jedives (1805-1867)
- Mehmet Alí (1805-1848)

- Ibrahim (1848)

- Abbas I (1848-1854)

- Sa‘id I (1854-1863)

- Ismai'l I (1863-1867)

Jedives (1867-1914)
- Ismai'l I (1867-1879)

- Tewfik I (1879-1892)

- Abbas II (1892-1914)

Sultanes (1914-1922)
- Hussein Kamel (1914-1917)

- Fuad I (1917-1922)

Reyes (1922-1952)
- Fuad I (1922-1936)

- Farouk I (1936-26 de julio de 1952)

- Príncipe Mehmet Alí Tewfik (Presidente del Consejo de Regencia durante la minoría de Farouk: 1936-1937)

- Fuad II (1952-1953)

- Príncipe Muhammad Abdel Moneim (Presidente del Consejo de Regencia durante la minoría de Fuad II: 1952-1953)

## Miembros conocidos de la dinastía
- Fuad I de Egipto
- Fuad II de Egipto
- Reina Nazli
- Faruq I de Egipto
- Reina Farida
- Reina Narriman
- Princesa Fawzia